# Tipula sackeni
Tipula sackeni är en tvåvingeart som beskrevs av Gelhaus 2005. Tipula sackeni ingår i släktet Tipula och familjen storharkrankar. Inga underarter finns listade i Catalogue of Life.